# David G. Turner
Pour les articles homonymes, voir Turner.
David G. Turner (né en 1945 à Toronto) est un astronome et professeur universitaire canadien. Professeur émérite à l'Université Saint Mary's, il est l'éditeur de la revue de la Société royale d'astronomie du Canada de 1995 à 2000 et participe toujours à son élaboration.
Il a particulièrement étudié les domaines de l'évolution stellaire, des céphéides et des amas ouverts. Il est reconnu comme une sommité en ce qui a trait à l'Étoile polaire.
L'astéroïde (27810) Daveturner est nommé en son honneur par Carolyn S. Shoemaker et David H. Levy.